# 埃爾克頓 (佛羅里達州)
埃爾克頓（英語：Elkton）是位於美國佛羅里達州聖約翰斯縣的一個非建制地區。該地的面積和人口皆未知。

## 地理
埃爾克頓的座標為29°46′45″N 81°26′12″W / 29.77917°N 81.43667°W，而該地的平均海拔高度為10米（即33英尺）。